# Стівен Гопкінс (політик)
Стівен Гопкінс (англ. Stephen Hopkins, 7 березня 1707 — 13 липня 1785) — батько-засновник Сполучених Штатів, губернатор колонії Род-Айленд і плантацій Провіденс, головний суддя Верховного суду Род-Айленда та підписант Континентальна асоціація та Декларація незалежності. Походив із відомої родини Род-Айленда, онук Вільяма Гопкінса, який був видатним колоніальним політиком. Його прадід Томас Гопкінс був початковим поселенцем з плантацій Провіденс, відпливши з Англії в 1635 році разом зі своїм двоюрідним братом Бенедиктом Арнольдом, який став першим губернатором колонії Род-Айленд згідно з Королівською хартією 1663 року.